# تفجيرات بيشين 2009
وقعت تفجيرات بيشين 2009 في 18 أكتوبر 2009 مـ، عندما قام انتحاري بتفجير نفسه والمتفجرات في اجتماع بمدينة بيشين الإيرانية في محافظة سيستان وبلوشستان. وأسفر التفجير عن مقتل 43 شخصًا على الأقل بينهم عدة قادة بارزين من حرس الثورة الإسلامية (IRGC، أو الحرس الثوري)،  وإصابة 150 آخرين. وادعت جماعة جند الله، وهي منظمة مسلحة مقرها في باكستان، مسؤوليتها عن الهجوم.
كان من بين القتلى نور علي شوشتري، نائب قائد القوات البرية التابعة للحرس الثوري، رجب علي، قائد في سيستان وبلوشستان، وقائد لبلدةإيران شهر، وقائد وحدة أمير المؤمنين. وكان أيضًا بين القتلى حوالي 10 من كبار الشخصيات القبلية. وقد دفن قادة الحرس الثوري الذين قتلوا في جنازة عسكرية بعد يومين. وحضر الجنازة الآلاف من المشيعين. وقد قتل 43 شخصًا، وتوفي آخرون في المستشفى.
اتهمت إيران الولايات المتحدة بتورطها في الهجمات، وكذلك المملكة العربية السعودية والمملكة المتحدة بدعمهما للجماعة الإرهابية جند الله. وقد نفت الولايات المتحدة تورطها. وتعهد الرئيس الإيراني محمود أحمدي نجاد «برد سريع» على الهجمات؛ ونقلت عنه وكالة أنباء الجمهورية الإسلامية (IRNA) قوله «سيتلقى المجرمون قريبًا عقاب ما اقترفوه من جرائم غير إنسانية». وقد أدين الحادث من قبل مجلس الأمن التابع للأمم المتحدة.
تم استدعاء القائم بالأعمال في باكستان من قبل وزارة الخارجية الإيرانية حيث كان يعتقد أن الهجوم قد انطلق من الأراضي الباكستانية. وقد اتهمت إيران عملاء باكستانيين بالتورط في الحادث، وطلبت من باكستان القبض على الفاعلين. تم توقع أن يتوجه الوفد الإيراني إلى باكستان للمطالبة بتسليم زعيم جماعة جند الله، عبد الملك ريغي. جاء هذا القرار بعد نفى وزير الداخلية الباكستاني، رحمن مالك، وجود ريغي على الأراضي الباكستانية. وقد سلمت باكستان إلى إيران شقيق زعيم جماعة جند الله عبد الملك ريغي. وقد حمّل القائد العام للشرطة الإيرانية باكستان مسؤولية الهجوم.
اعتقلت إيران بعد ذلك عددًا كبيرًا من المشتبه بهم.

## الدعم الأجنبي والاتصال بتنظيم القاعدة
تم الإبلاغ عن رعاية خارجية لمجموعة إرهابية تتخذ من باكستان مقرًا لها من قبل كل من وسائل الإعلام الغربية والأجنبية.
في مايو 2007، ذكرت صحيفة دايلي تيليغراف أن الرئيس الأمريكي جورج دبليو بوش قد أعطى وكالة المخابرات المركزية (CIA) موافقة لشن عمليات سرية «سوداء» لتحقيق تغيير النظام في إيران. ووفقًا لهذا التقرير، فإن وكالة المخابرات المركزية كانت توفر الأموال والأسلحة للجماعة الانفصالية البلوشية المعروفة باسم جماعة جند الله. وفي يوليو 2008، ادعى القائد العام السابق للجيش الباكستاني، ميراز أسلم بك، أن واشنطن كانت تزود جماعة جند الله بالمساعدات المالية ووسائل التدريب لخلق حالة من الاضطرابات والتوتر في العلاقات بين طهران وإسلام آباد. ووفقًا لقناة برس تي في، ذكر عبد الحميد ريغي، عضو بارز في جماعة جند الله، في يوليو 2009 في المحكمة أن الجماعة كان يتم تدريبها وتمويلها من قبل «الولايات المتحدة والصهاينة».
أفادت أيضًا قناة إيه بي سي نيوز وكذلك الصحفي سيمور هيرش أن جماعة جند الله تلقت دعمًا من الولايات المتحدة ضد إيران.
وتشير مصادر أخرى أيضًا أن جماعة جند الله لها صلة بتنظيم القاعدة الإرهابي في باكستان والسعودية.

## رد فعل
إيران ـ اتهمت حكومة إيران ووسائل الإعلام الإيرانية كلاً من باكستان والولايات المتحدة والمملكة المتحدة وإسرائيل بالتورط في الهجوم.
 باكستان ـ قال وزير الداخلية الباكستاني، رحمن مالك، «يمكننا أن نشير إلى مكان وجود [عبد الملك ريغي] بالضبط في أفغانستان».
 الولايات المتحدة ـ نفت حكومة الولايات المتحدة تورطها في الهجمات.